# Palinurellus
Palinurellus is een geslacht van kreeftachtigen uit de familie van de Palinuridae.

## Soorten
- Palinurellus gundlachi von Martens, 1878
- Palinurellus wieneckii (de Man, 1881)